# Tropidacris cristata
Espèce
Synonymes
- Gryllus cristatus Linnaeus, 1758
- Gryllus dux Drury, 1770
- Gryllus grandis Thunberg, 1824
- Acrydium latreillei Perty, 1832
- Tropidacris princeps Stål, 1873
- Tropidacris fabricii Scudder, 1869
- Tropidacris rex Scudder, 1869
- Tropidacris cardinalis Pictet & Saussure, 1887
- Tropidacris imperialis Pictet & Saussure, 1887

Tropidacris cristata est une espèce d'insectes orthoptères de la famille des Romaleidae.

## Distribution
Cette espèce se rencontre du Mexique au Brésil.

## Liste des sous-espèces
Selon Orthoptera Species File (21 juillet 2018) :
- Tropidacris cristata cristata (Linnaeus, 1758)
- Tropidacris cristata dux (Drury, 1770)
- Tropidacris cristata grandis (Thunberg, 1824)

## Systématique et taxinomie
Cette espèce a été décrite sous le protonyme Gryllus (Locusta) cristatus par l'entomologiste suédois Carl von Linné en 1758.

## Galerie

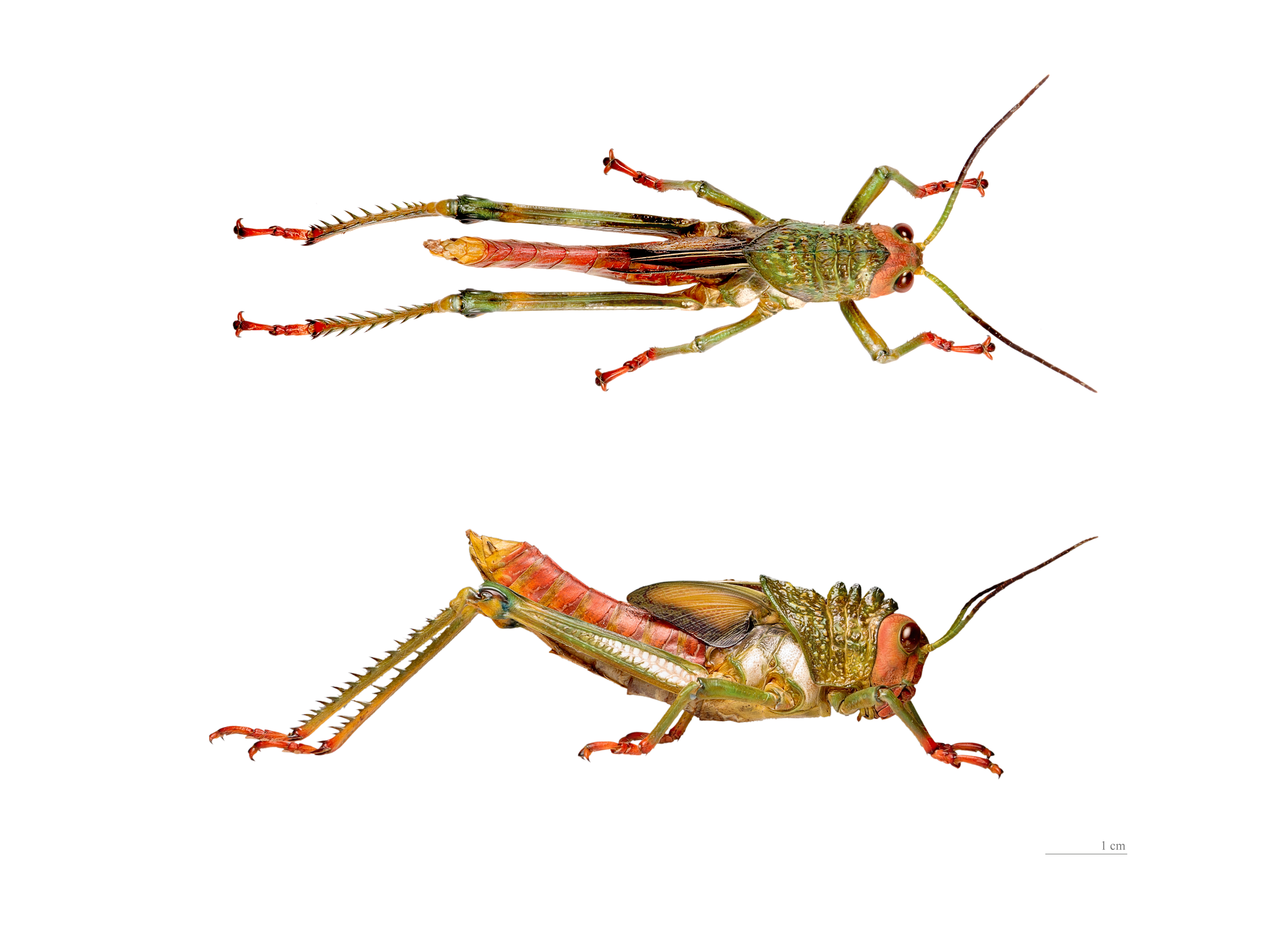
Tropidacris cristata cristata nymphe - Muséum de Toulouse
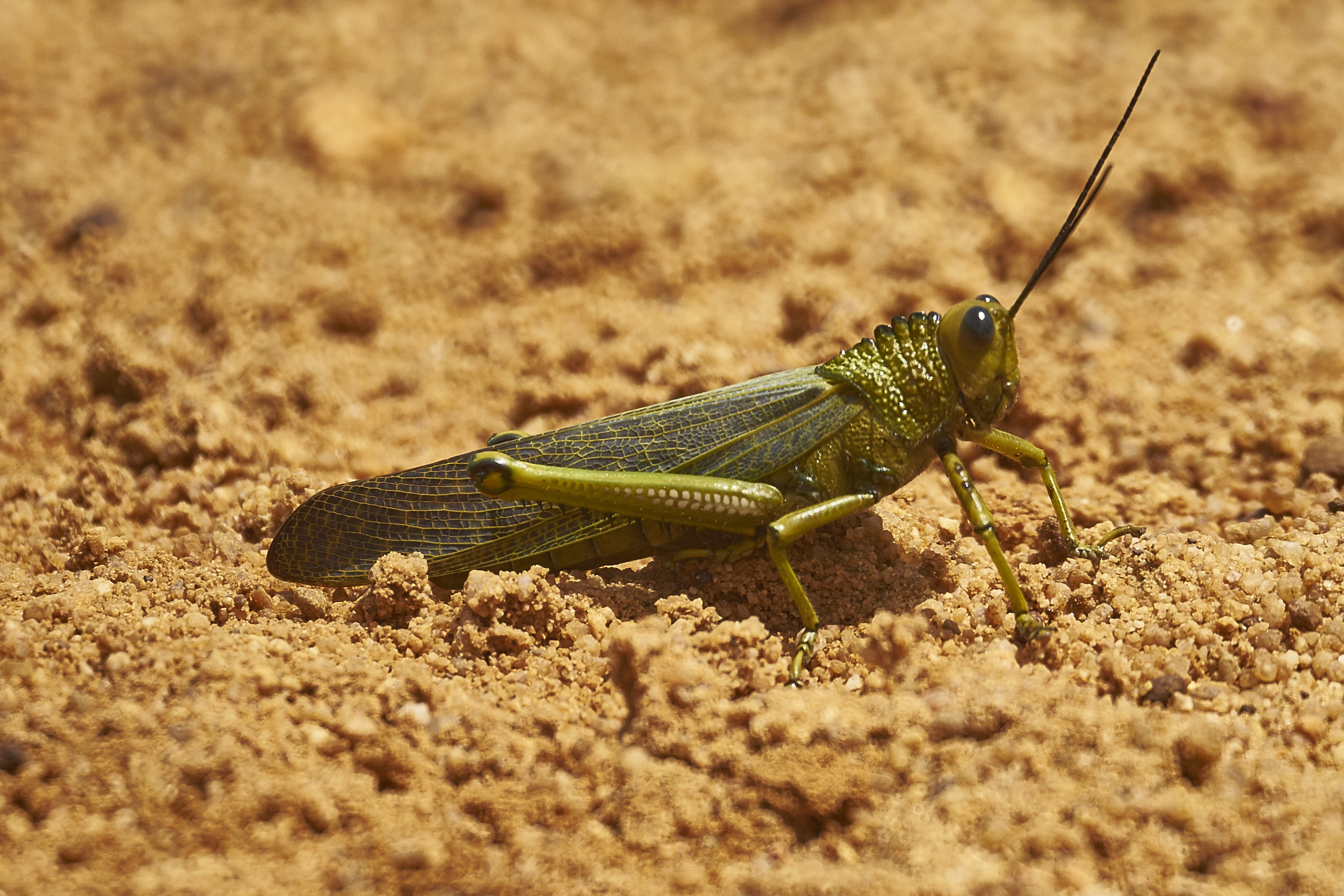
Tropidacris cristata, Belize
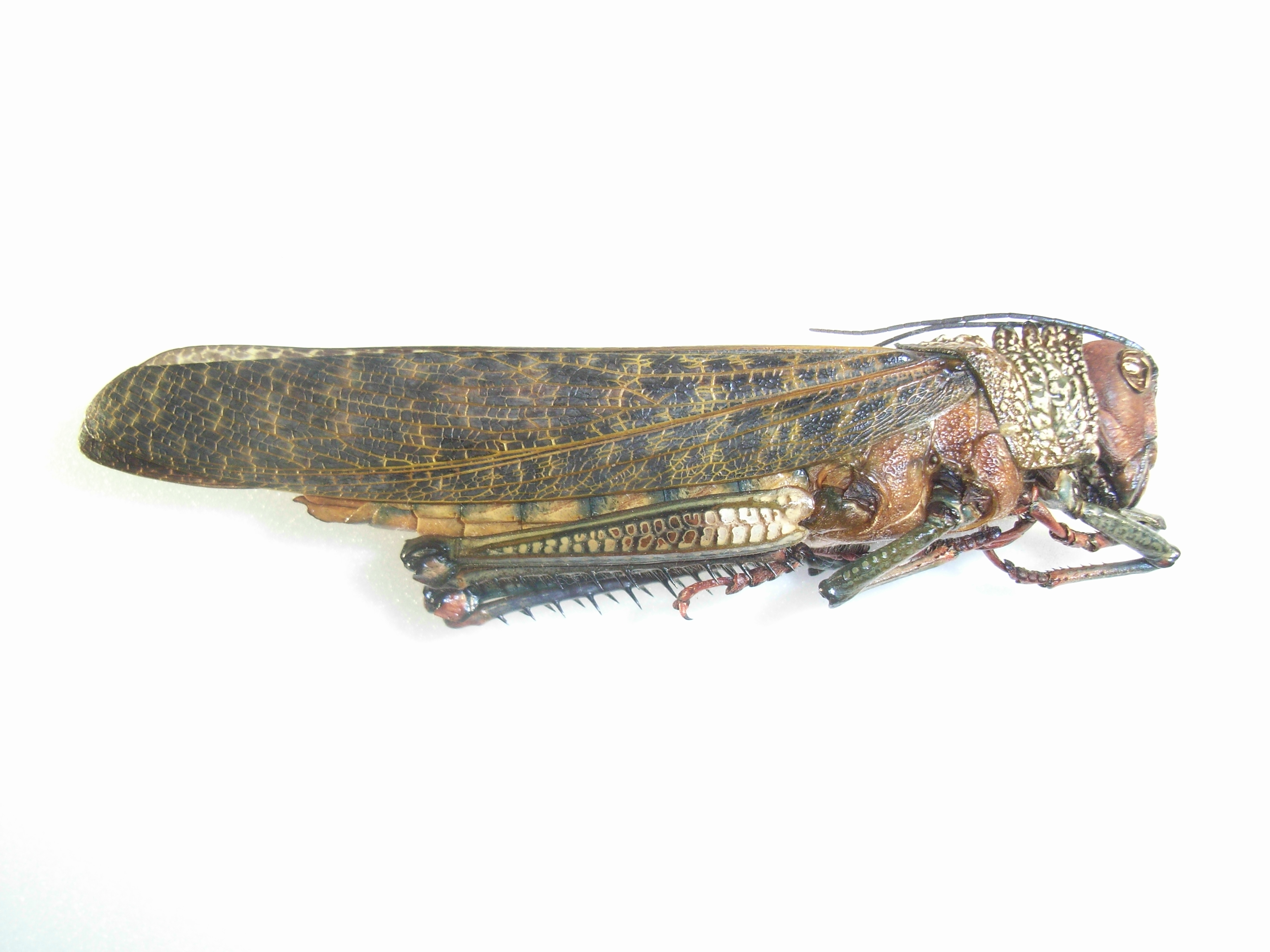
Tropidacris cristata dux
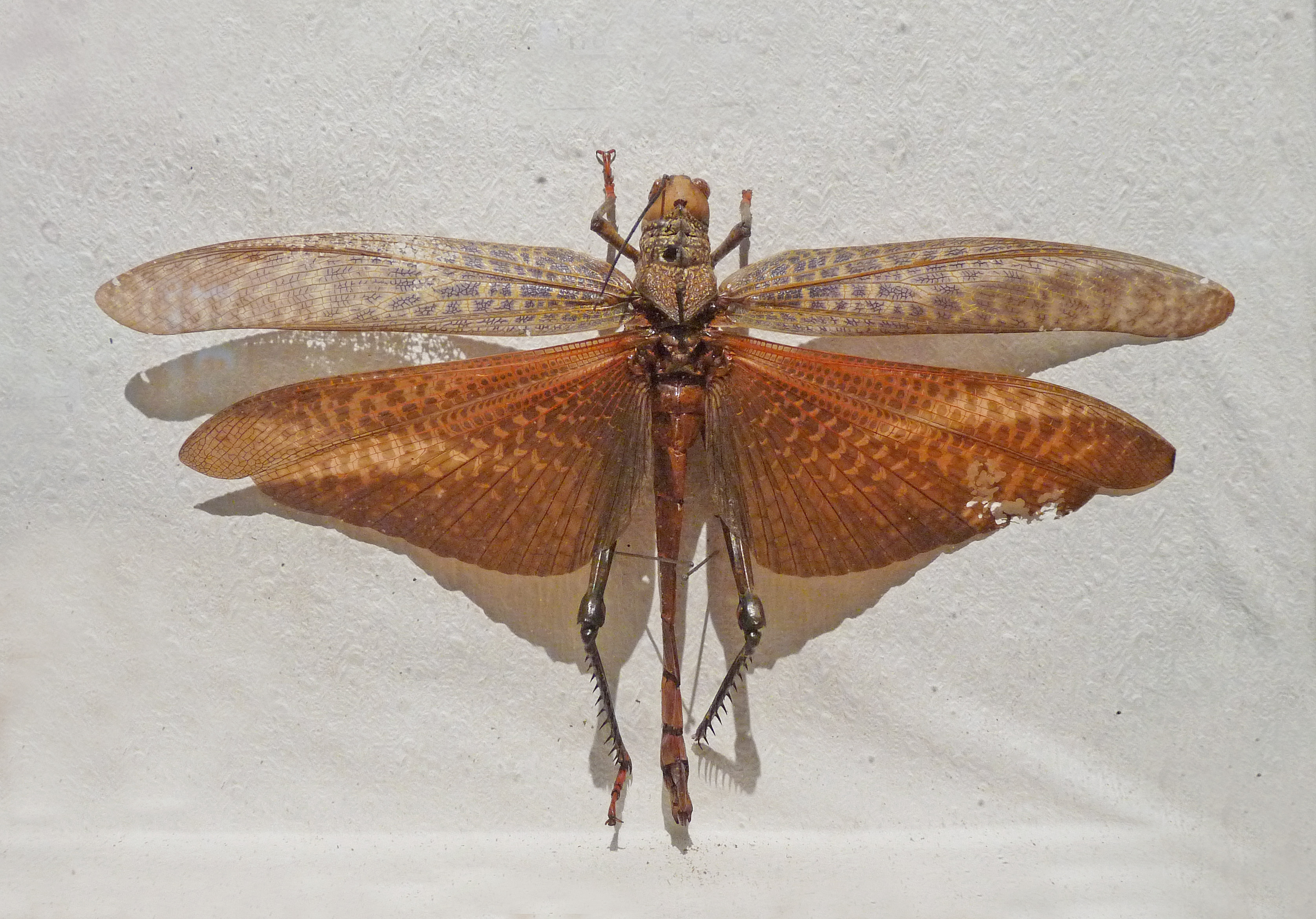
Tropidacris cristata dux
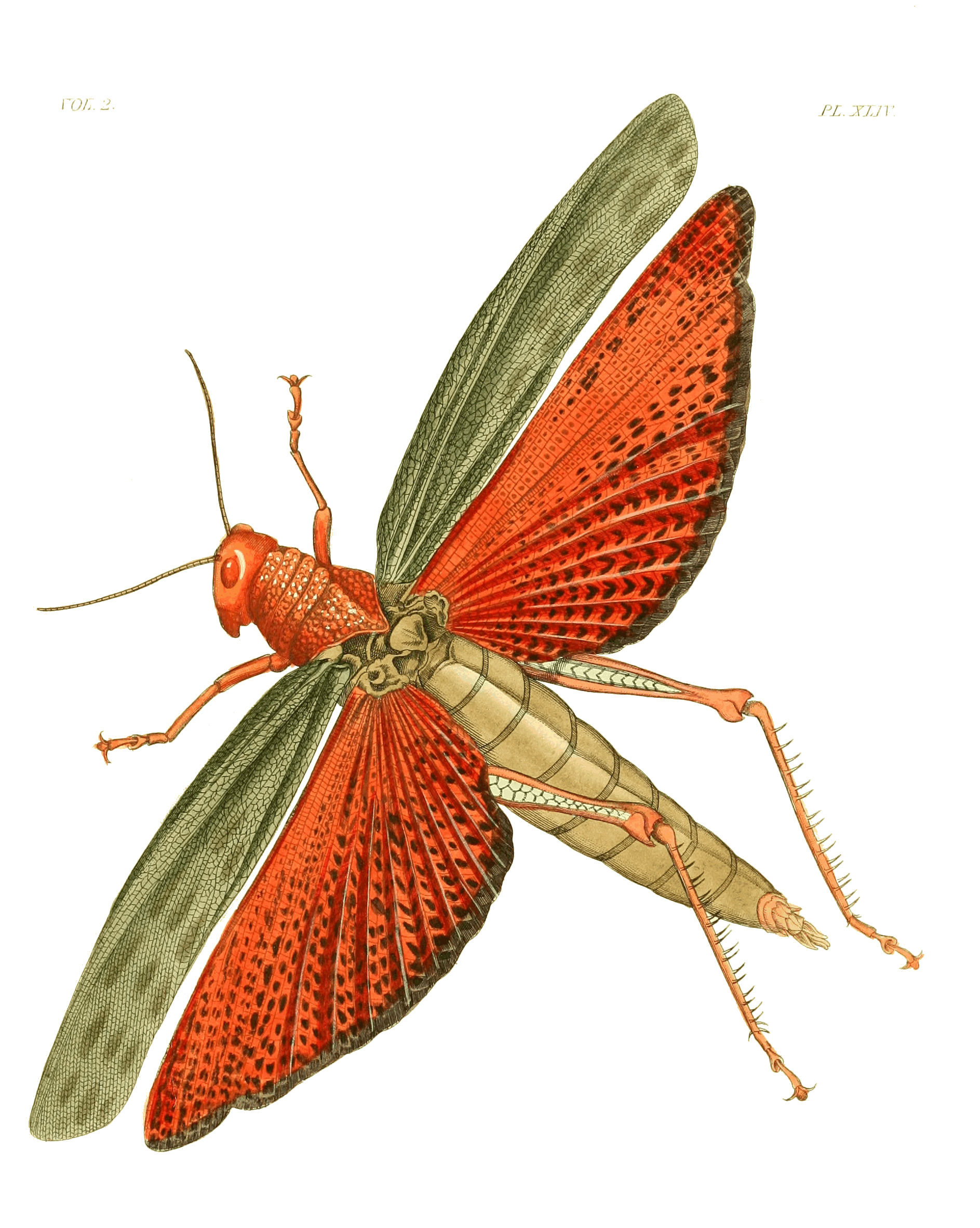
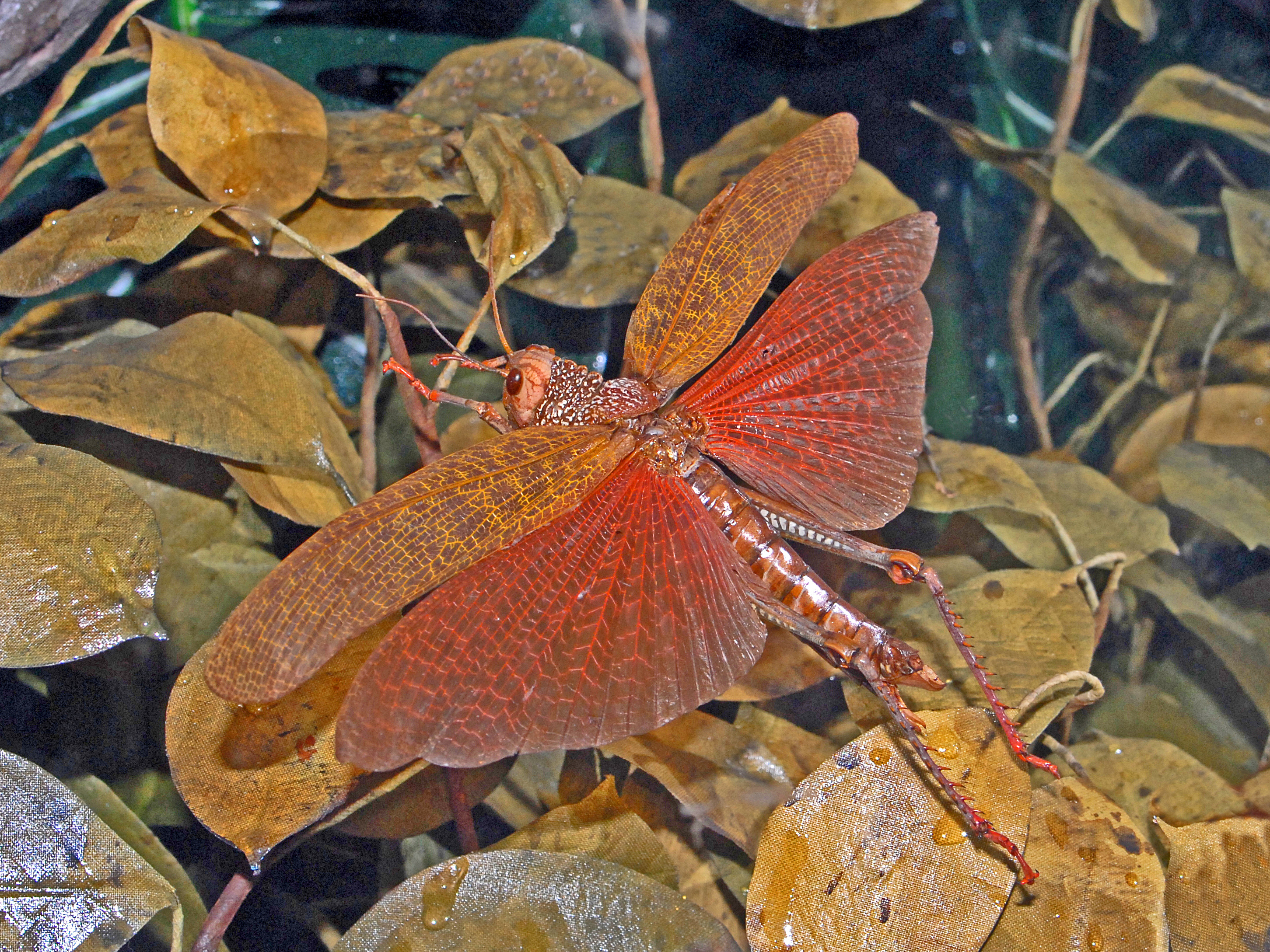
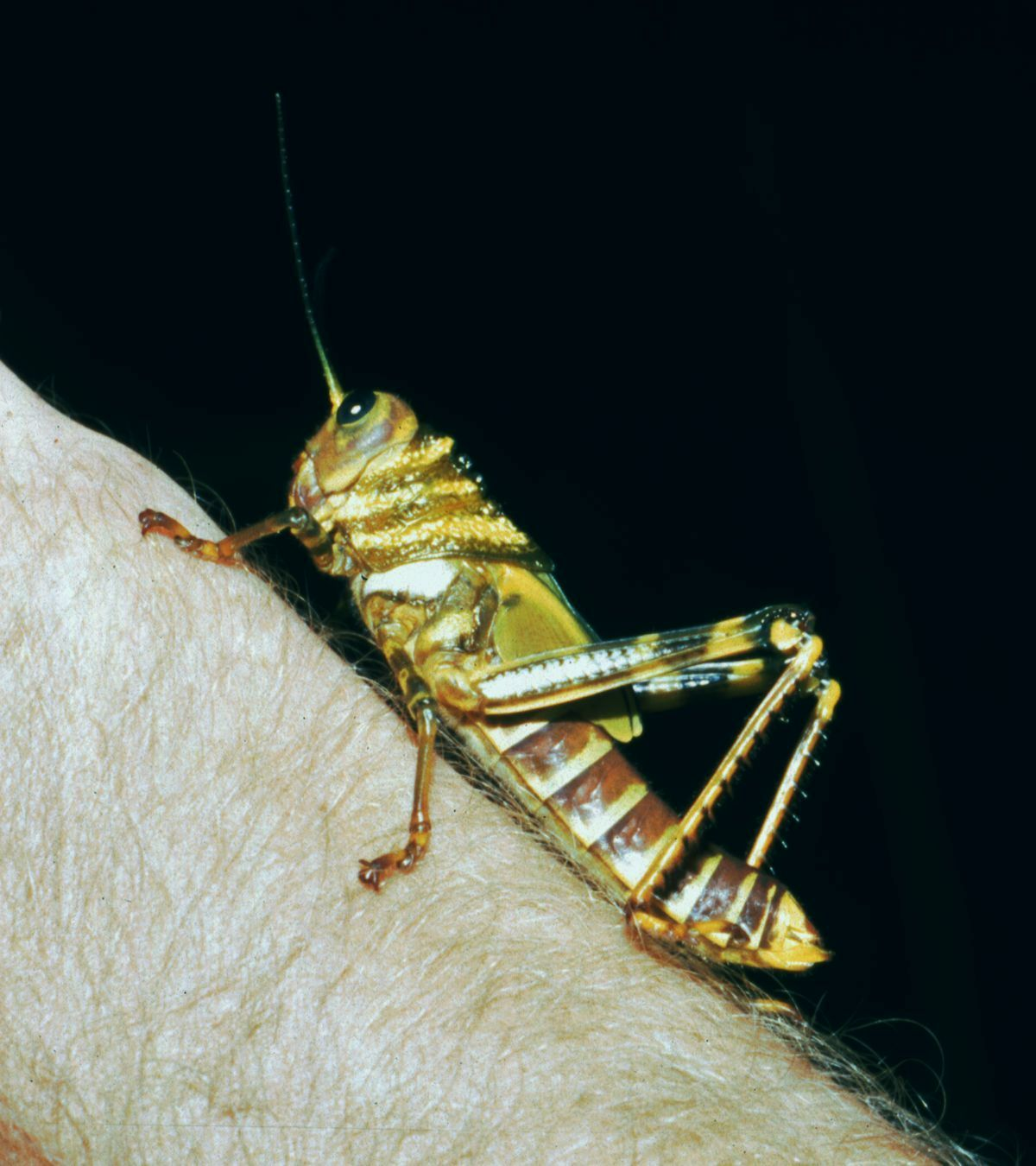

## Publications originales
- Linnaeus, 1758 : Systema naturae per regna tria naturae, secundum classes, ordines, genera, species, cum characteribus, differentiis, synonymis, locis, ed. 10 (texte intégral).
- Drury, 1770 : Illustrations of natural history. Wherein are exhibited upwards of two hundred and forty figures of exotic insects, according to their different genera ... With a particular description of each insect: interspersed with remarks and reflections on the nature and properites of many of them. vol. 1 (texte intégral).
- Thunberg, 1824 : Grylli monographia, illustrata. Mémoires de l'Académie Impériale des Sciences de St. Pétersbourg, vol. 3, p. 390-430.